# Neomuscina tripunctata
Neomuscina tripunctata är en tvåvingeart som först beskrevs av Wulp 1896.  Neomuscina tripunctata ingår i släktet Neomuscina och familjen husflugor. Inga underarter finns listade i Catalogue of Life.